# Abraxas nigrocingulata
Abraxas nigrocingulata är en fjärilsart som beskrevs av Edward Alfred Cockayne 1946. Abraxas nigrocingulata ingår i släktet Abraxas och familjen mätare. Inga underarter finns listade i Catalogue of Life.